# Éric Robrecht
Éric Robrecht (de son vrai nom Raymond Robberecht) est un musicien, auteur-compositeur-interprète, arrangeur musical belge né à Etterbeek (Bruxelles) le 22 mai 1932 d'un père Flamand et d'une mère d'origine française, et mort le 15 janvier 2006 dans le 13e arrondissement de Paris.

## 1960-1970
Il décroche un premier prix de solfège et d'harmonie au Conservatoire de Bruxelles. Il se fait représentant en cirage pour survivre, mais vit surtout de la musique, comme pianiste de bar et d'orchestre sous le nom d'artiste Eric Channe.
Il écrit sous ce nom avec Tany Galon en 1962 la chanson « Ton nom » qui représenta la Belgique au Concours Eurovision de la chanson de 1962. Elle était interprétée par Fud Leclerc.
Il enregistre ensuite un premier 45T chez La Voix de son Maître avec « Ton nom » et trois autres titres (« Ferme les yeux », « Toi la femme » et « C'est un secret »).
En 1966, il décide de « monter » à Paris avec femme et enfant pour y présenter ses chansons, notamment à Yves Montand qui enregistre dès 1967 deux de ses titres dans l'album Montand 7 : « C'était » (sur un texte de Fernande Kaise) et « Le Port ».
Peu après, il séduit Jacques Canetti, parti de chez Philips et devenu son propre producteur. Ce dernier édite un premier album  intitulé Et remettez-nous ça. C'est le premier enregistrement d'Eric Robrecht sous son propre nom. La chanson éponyme de cet album, écrite avec le poète Bernard Dimey, est par la suite enregistrée par le grand accordéoniste André Verchuren. Ce titre ne reflète pas vraiment le ton revendicatif voire révolutionnaire de cet album enregistré juste avant les événements de mai 1968, que l'on retrouve sur des titres tels que « Push button », « À trente ans » ou « N'importe quoi ».
À la même époque il commence à collaborer avec Zizi Jeanmaire qui enregistre plusieurs titres et l'invite à chanter plusieurs chansons lors de son spectacle de l'Olympia. Elle y chante elle-même deux titres de Robrecht (« Avec toi c'est autre chose », sur un texte de Barbara, et « Hell is a city », sur un poème de Louis Aragon).
Cette même année 1968, il enregistre son second album chez Jacques Canetti, lequel contient trois nouveaux titres issus de sa collaboration avec Bernard Dimey, ainsi qu'un titre sur un texte d'Emmanuelle Riva.

## 1970-1980
1970 marque un tournant important de sa carrière par le début de sa collaboration avec Jean-Roger Caussimon, à l'occasion de l'enregistrement du premier 30 cm de Jean-Roger Caussimon. Eric Robrecht devient alors le collaborateur privilégié de Caussimon, composant et arrangeant pour lui durant une quinzaine d'années. Ils créent ensemble une quarantaine de chansons (parmi lesquelles Ma mère, un des chefs-d'œuvre de Caussimon, Il fait soleil, Le Vieux Cheval, Mes amis, Les Milices, Enfants, Vous n'avez plus de rose, Orly bar, Le Gauchisme à la mode, Où irez-vous danser ?, Les Copains de mai, Les Cœurs purs, Batelier mon ami, Cueille la fleur, Ubu...).
Il remporte le Grand Prix de l'Académie Charles-Cros en 1972 avec « Les filles qui font pleurer ». Ce titre figure sur un 45T édité la même année avec le titre « Trans-Pacific-Express ».
En 1978, Claude Nougaro enregistre le titre E pericoloso sporgersi sur l'album Tu verras. Ce titre révèle le sens du jazz d'Eric Robrecht, admirateur d'Erroll Garner.
Dès les années 1970, et quasiment jusqu'à sa mort, il se produit presque chaque soir au célèbre cabaret de Montmartre Au Lapin Agile. Il y chante ses chansons, notamment celles qu'il signe avec Jean-Roger Caussimon, mais y accompagne aussi au piano de nombreux artistes.

## Appréciations
À propos d'Eric Robrecht, Bernard Dimey écrit : « Il n'est pas caressant. Tendre sans doute, mais tellement pudique, insolent mais avec élégance, passionné mais glacial, chaleureux mais ravi d'être parfois intimidant... Sa voix fait corps avec l'ensemble, on écoute et l'on tend l'oreille. Cette voix plane entre la glace et le brasier, le ciel et la terre, la pierre et le verre, voix de trouvère en transhumance entre Sarcelles et Chambord. »